# 索氏肖孔海龍魚
索氏肖孔海龍魚（学名：Siokunichthys southwelli），為輻鰭魚綱棘背魚目海龍魚科的其中一種，分布於斯里蘭卡及菲律賓海域，體長可達4.3公分，棲息在海藻床。